# Vlag van Etelä-Savo

Vlag van Etelä-Savo

De vlag van Etelä-Savo is de vlag van het Finse Landschap Etelä-Savo, die naast de boog met de pijl uit het landschapswapen een gele verticale baan en streep aan de mastzijde van de vlag heeft. De vlag werd ontworpen door Suvi Ripatti en op 10 juni 2020 goedgekeurd voor gebruik door het landschapsbestuur van Etelä-Savo.
Het ontwerp is een vertaalde variant van het wapen van de historische provincie Savo. In de vroegste afbeeldingen van het wapen van Savo was de richting van de boog in overeenstemming met die van het wapen van Etelä-Savo. Hoewel de richting van de boog als heraldisch onjuist kan worden beschouwd, is het wapen van Etelä-Savo een op zichzelf staande uitzondering onder de wapens van Finse landschappen. De boog van Savo komt onder andere voor in de wapens van Mikkeli en Savonlinna, en de kleuren zijn gebruikt in het traditionele wapen van de beschermheer van Savo.